# Nacha Guevara
Nacha Guevara, bürgerlicher Name Clotilde Acosta, geboren am 3. Oktober 1940 in Mar del Plata, Buenos Aires, Argentinien, ist eine argentinische Sängerin, Tänzerin und Schauspielerin.

## Leben
Sie ist die Tochter von Clotilde Isolina Badalucco und Estanislao Hipólito „Polo“ Acosta. Dieser war Mitglied des Fußballvereins CA Mar del Plata. Einer ihrer Söhne ist der Regisseur Ariel del Mastro.

### Beginn der Karriere
Guevara begann ihre Karriere als Model. Danach machte sie eine Ausbildung als Theaterschauspielerin. 1967 debütierte sie im Film Cómo seducir a una mujer. Anschließend hatte sie Rollen in Ufa con el sexo und Juan Lamaglia y señora. Neben der Schauspielkarriere war Guevara auch bestrebt, als Sängerin aufzutreten, und so präsentierte sie sich – nun bereits unter ihrem Künstlernamen Nacha Guevara – im Instituto Di Tella in Buenos Aires, einem Künstlerzentrum, das der Avantgarde zugeordnet wurde. Zum Ende der Militärdiktatur Juan Carlos Onganías (1966–1970) wurde dieses Zentrum wegen Verstößen gegen die Moral geschlossen. Im Di Tella hatte Guevara Kontakt mit der Gruppe Les Luthiers, deren Mitglied Marcos Mundstock von Guevara bei einem Streit eine Stichwunde im Gesicht beigebracht wurde. Guevara wurde hierfür zu zwei Monaten Haft auf Bewährung verurteilt.

### Exil
In den 1970er Jahren erhielt sie, gemeinsam mit anderen Künstlern und Intellektuellen (Héctor Alterio, Horacio Guarany, Luis Brandoni, Norman Briski), Morddrohungen seitens der rechtsextremen, paramilitärischen Organisation Triple A. Es wurden Bombenanschläge auf Theaterhäuser, in denen sie auftreten sollte, verübt. Darauf verließ sie das Land und blieb auch während der Zeit der argentinischen Militärdiktatur (1976–1983) im Exil. Während der Jahre lebte sie in Peru, Mexiko und Spanien. 2022 beantragte sie bei der argentinischen Regierung eine Entschädigung in Höhe von 11,4 Millionen Pesos.

### Rückkehr
1984 kehrte sie nach Argentinien zurück und setzte ihre künstlerische Karriere fort. 1991 erhielt sie für ihre Darbietung als Eva in einer TV-Musikshow einen Premio Martín Fierro sowie im selben Jahr einen Premio Konex de Plátino. 2001 wurde sie erneut mit einem Premio Konex de Plátino als „Musicaldarstellerin des Jahrzehnts“ ausgezeichnet.

### Politisches Engagement
Nachdem sie bereits 1999 die Kandidatur des Peronisten Eduardo Duhalde unterstützt hatte, trat sie 2009 selbst als Kandidatin der Frente para la Victoria für das argentinische Parlament (Congreso de la Nación) an. Sie erhielt einen Sitz, den sie jedoch nach eigenen Angaben „aus persönlichen Gründen“ nicht antrat. Später äußerte sie sich auch kritisch gegenüber dem von ihr zuvor unterstützten Kirchnerismus und monierte, dass „Freidenker“ dort nicht erwünscht seien.

## Filmografie
- 1966: Cuatro hombres para Eva (TV-Serie)
- 1967: Cómo seducir a una mujer
- 1968: Ufa con el sexo
- 1970: Juan Lamaglia y señora
- 1986: Die Leidenschaft der Miss Mary (Miss Mary)
- 1992: Die dunkle Seite des Herzens (El lado oscuro del corazón)
- 1992: Cuatro caras para Victoria
- 1993: Funes, un gran amor
- 1993: Peor es nada (TV-Serie, 1 Episode)
- 1998: Alas, poder y pasión (TV-Serie, 120 Episoden)
- 1999: Héroes y demonios
- 2001: El lado oscuro del corazón 2
- 2003: Disputas (TV-Mini-Serie, 5 Episoden)
- 2004: Padre Coraje (TV-Serie, 1 Episode)
- 2004: Sangre fría (TV-Mini-Serie, 1 Episode)
- 2005: Botines (TV-Mini-Serie, 2 Episoden)
- 2006: El tiempo no para (TV-Serie, 128 Episoden)
- 2006: Mujeres asesinas (TV-Serie, 1 Episode)
- 2011: Cruzadas
- 2016: Memoria AMIA: La memoria (Musikvideo)
- 2018: Dichos (TV-Serie)
- 2018: Morir de Amor (TV-Mini-Serie, 12 Episoden)
- 2022: Los Bastardos

## Nominierungen und Auszeichnungen
- 1969: Premio Estrella
- 1979: Premio Valladolid
- 1991: Orden de Mayo für ihre musikalischen Leistungen (Argentinien)
- 1991: Premio Konex in Platin für ihre Leistungen in „Una década de realizaciones 1980-1990“
- 1996: Premio ACE (Asociación de Cronistas del Espectáculo) für „Nacha de noche“
- 1999: Premio ACE für die Show „Nacha canta Discépolo“ (in Spanisch: „La vida en tiempo de tango“)
- 2001: Premio Konex de Platino „Actriz de musical de la década“
- 2003:  Premio Magazine für ihr Lebenswerk
- 2003: Grammy Latino für das beste Klassik-Album „Historia del soldado“ gemeinsam mit Paquito D’Rivera
- 2004: Martín Fierro für “Padre Coraje”
- Premios Ace: „Eva, el gran musical Argentino“[12]
- 2004: Premio Martin Fierro
- 2004: Premios Clarín
- 2005: Premio Martin Fierro (Gewinner)
- 2006: Premio Martin Fierro (nominiert)
- 2007: Premio Martin Fierro (nominiert)
- 2009: Premios Clarín
- 2015: Premio Martin Fierro (TV Special)[13]